# Рибозмій цейлонський
Рибозмій цейлонський (Ichthyophis glutinosus) — вид земноводних з роду Рибозмій родини Рибозмії. Інша назва «жовтосмугий рибозмій».

## Опис
Загальна довжина досягає 40—45 см. Є найбільш характерним видом свого роду. Голова середнього розміру. Між очима та ніздрями є пара білих щупальців. Тіло тонке, має до 400 кілець. Забарвлення спини темно-буре, темно-коричневе або насичено-блакитне з яскраво-жовтими поздовжніми смугами з боків тіла. Черево має світло-коричневий колір.

## Спосіб життя
Полюбляє вологі місцини. Здатен рити землю, зариваючись у ґрунт по берегах річок на глибину близько 30 см, де проводить значний час. Потрапляючи у воду, швидко гине. Зустрічається на висоті від 50 до 1355 м над рівнем моря. Живиться дощовими хробаками, сліпунами і щитохвостими зміями.
Самиця відкладає 12—25 яєць діаметром 6—9 мм в нору у води. Обвиваючи яйця своїм тілом, вона рясно зволожує їх виділеннями шкіри. У личинок, ще в яєчних оболонках, розвиваються органи бічної лінії і три пари гіллястих зябер. Останні, як і маленькі конусоподібні нирки задніх кінцівок, зникають до моменту виклева з яйця. Після виклева личинка досить тривалий час розвивається у воді.

## Розповсюдження
Мешкає на о.Шрі-Ланка.